# Бжег
Бжег (пољ. Brzeg) град је над реком Одром, седиште повјата у опољском војводству.

## Историја
Историјски документи сведоче о непрекидности насељености овог подручја у току 1850 година.
- У античко време на овом простору је постојало насеље Budorigum. Оно је уцртано на античкој мапи Клаудија Птолемеја која је настала између 142. и 147. наше ере.[1]
- У XIII веку (1234. године) јавља се први спомен трговачко-рибарског насеља Високи Бжег
- Статус града од 1248. године
- Од 1311. је престоница независног кнежевства
- Град достиже врхунац развоја у XVI веку за време владавине Јежиа II
- Године 1741 Бжег освајају Пруси
- 15 VIII 1842 - отвара се (најстарија у Пољској) железничка пруга Вроцлав - Бжег
- I - V 1945. уништавање града од стране Црвене армије

## Индустрија
Фабрике пољопривредних машина, електричних силикона, складишта масти и шећера.

## Демографија
| 2012.  |
| ------ |
| 37.261 |

## Атракције
- Готско-ренесансни замак из XIII-XVI века
- Капела свете Јадвиге из XIV века.
  - Цркве:
    - Готска црква светог Николе (1370—1417)
    - Барокна црква узнесења светог крста из XVIII века
    - Остаци старе фрањевачке цркве из 1285. године

  - Споменик светој тројци из 1731. године.
  - Ратуш, из XIV века.
  - Старе зграде.
  - Капија из 1595-96
  - Дечак са лабудом - фонтана у Централном парку.

## Градови побратими
- Бург ан Брес
- Гослар
- Бероун